# 球穗草
球穗草（学名：Hackelochloa granularis），又名亥氏草，为禾本科球穗草属下的一个种。